# Sandoricum beccarianum
Sandoricum beccarianum är en tvåhjärtbladig växtart som beskrevs av Henri Ernest Baillon. Sandoricum beccarianum ingår i släktet Sandoricum och familjen Meliaceae. Inga underarter finns listade i Catalogue of Life.